# Ingvar Bengtsson (friidrottare)
Bengt Rolf Ingvar Bengtsson, född 10 april 1922 i Holmsund, död 6 april 2001 i Norrala, var en svensk medeldistanslöpare. Han tävlade för Gefle IF. 

## Meriter
Bengtsson vann SM på 800 meter åren 1948 till 1950. Vid OS i London 1948 kom han på femte plats på 800 meter.
Ingvar Bengtsson satte tillsammans med Gefle IF:s övriga brandmän (Olle Åberg, Gösta Bergkvist och Henry Eriksson) fyra världsrekord på 4 x 1500 meter och 4 x 1 engelsk mil 1947–1949.